# Treytorrens (Payerne)
Treytorrens (Payerne) ist eine politische Gemeinde im Distrikt Broye-Vully des Kantons Waadt in der Schweiz.

## Geographie
Treytorrens (Payerne) liegt auf 661 m ü. M., 12 km westsüdwestlich des Bezirkshauptorts Payerne (Luftlinie). Das Haufendorf erstreckt sich auf einem Geländevorsprung am westlichen Talhang der Petite Glâne, im Molassehügelland des nördlichen Waadtländer Mittellandes.
Die Fläche des 3,1 km² grossen Gemeindegebiets umfasst einen Abschnitt des Hügellandes zwischen dem Neuenburgersee und dem Broyetal. Der östliche Gemeindeteil wird vom Tal der oberen Petite Glâne eingenommen; östlich des Flusses befindet sich der Wald von Le Chanex (bis 685 m ü. M.). Im Westen reicht das Gebiet in den Bois du Mont, in dem sich mit 733 m ü. M. der höchste Punkt von Treytorrens (Payerne) befindet. Nach Norden erstreckt sich der Gemeindeboden auf das Hochplateau von Cudrex und Grands Champs (rund 680 m ü. M.). Von der Gemeindefläche entfielen 1997 4 % auf Siedlungen, 21 % auf Wald und Gehölze und 75 % auf Landwirtschaft.
Zu Treytorrens (Payerne) gehören der Weiler Les Molliettes (624 m ü. M.) an der Petite Glâne sowie mehrere Einzelhöfe. Nachbargemeinden von Treytorrens (Payerne) sind Chavannes-le-Chêne, Valbroye und Champtauroz im Kanton Waadt sowie Nuvilly und Murist im Kanton Freiburg.

## Bevölkerung
Mit 109 Einwohnern (Stand 31. Dezember 2023) gehört Treytorrens zu den kleinsten Gemeinden des Kantons Waadt. Von den Bewohnern sind 95,1 % französischsprachig, 2,9 % deutschsprachig und 1,0 % italienischsprachig (Stand 2000). Die Bevölkerungszahl von Treytorrens (Payerne) belief sich 1900 noch auf 164 Einwohner. Bis 1970 (104 Einwohner) hat die Bevölkerung kontinuierlich abgenommen, seither bleibt die Einwohnerzahl mehr oder weniger stabil.
Pro 100 Einwohner kommen 98,2 Hunde, so viel wie in keiner anderen Schweizer Gemeinde.

## Wirtschaft
Treytorrens (Payerne) war bis in die zweite Hälfte des 20. Jahrhunderts ein vorwiegend durch die Landwirtschaft geprägtes Dorf. Noch heute haben der Ackerbau, der Obstbau und die Viehzucht eine wichtige Bedeutung in der Erwerbsstruktur der Bevölkerung. Einige weitere Arbeitsplätze sind im lokalen Kleingewerbe und im Dienstleistungssektor vorhanden. In den letzten Jahrzehnten hat sich das Dorf auch zu einer Wohngemeinde entwickelt. Einige Erwerbstätige sind Wegpendler, die in den umliegenden grösseren Orten arbeiten.

## Verkehr
Die Gemeinde liegt abseits der grösseren Durchgangsstrassen an einer Verbindungsstrasse von Prahins nach Murist. Durch einen Autobus, der von Estavayer-le-Lac einen Rundkurs durch das Hinterland fährt, ist Treytorrens an das Netz des öffentlichen Verkehrs angebunden. Auch der Rundkurs von Yvonand macht zu gewissen Tageszeiten einen Abstecher in das Dorf.

## Geschichte
Die erste urkundliche Erwähnung des Ortes erfolgte im 12. Jahrhundert unter den Namen Troiterens und Troyterens. Später erschienen die Bezeichnungen Troterens (1194), Troiterains (1217), Troutereins (1251), Tretorens (1380), Treitorens (1668) sowie Troitorens und Troistorens. Der Ortsname geht auf den burgundischen Personennamen Þrautahar zurück und bedeutet bei den Leuten des Þrautahar.
Seit dem 12. Jahrhundert bildete Treytorrens (Payerne) eine eigene kleine Herrschaft, die zunächst unter der Oberhoheit des Bischofs von Lausanne, seit dem 13. Jahrhundert unter derjenigen der Herzöge von Savoyen stand. Mit der Eroberung der Waadt durch Bern im Jahr 1536 gelangte das Dorf unter die Verwaltung der Vogtei Moudon. Nach dem Zusammenbruch des Ancien Régime gehörte Treytorrens (Payerne) von 1798 bis 1803 während der Helvetik zum Kanton Léman, der anschliessend mit der Inkraftsetzung der Mediationsverfassung im Kanton Waadt aufging. 1798 wurde es zunächst dem Bezirk Moudon zugeteilt, 1803 kam es an den Bezirk Payerne.

## Sehenswürdigkeiten
Die reformierte Kirche Saint-Jean-l'Evangéliste stammt aus dem 15. Jahrhundert und besitzt ein Portal im Flamboyantstil. Neben der Kirche steht das ebenfalls im 15. Jahrhundert erbaute ehemalige Schloss der Herren von Treytorrens mit seinen spätgotischen Fenstern. Im Ortskern sind einige charakteristische Bauernhäuser aus dem 17. bis 19. Jahrhundert erhalten.